# Hidalgo Tocanaque
Hidalgo Tocanaque är en ort i Mexiko.   Den ligger i kommunen Mazapa de Madero och delstaten Chiapas, i den sydöstra delen av landet, 900 km sydost om huvudstaden Mexico City. Hidalgo Tocanaque ligger 2 394 meter över havet och antalet invånare är 289.
Terrängen runt Hidalgo Tocanaque är bergig österut, men västerut är den kuperad. Hidalgo Tocanaque ligger uppe på en höjd. Runt Hidalgo Tocanaque är det ganska tätbefolkat, med 179 invånare per kvadratkilometer. Närmaste större samhälle är Motozintla de Mendoza, 10,6 km sydväst om Hidalgo Tocanaque. I omgivningarna runt Hidalgo Tocanaque växer huvudsakligen savannskog.